# Eutrofiëring

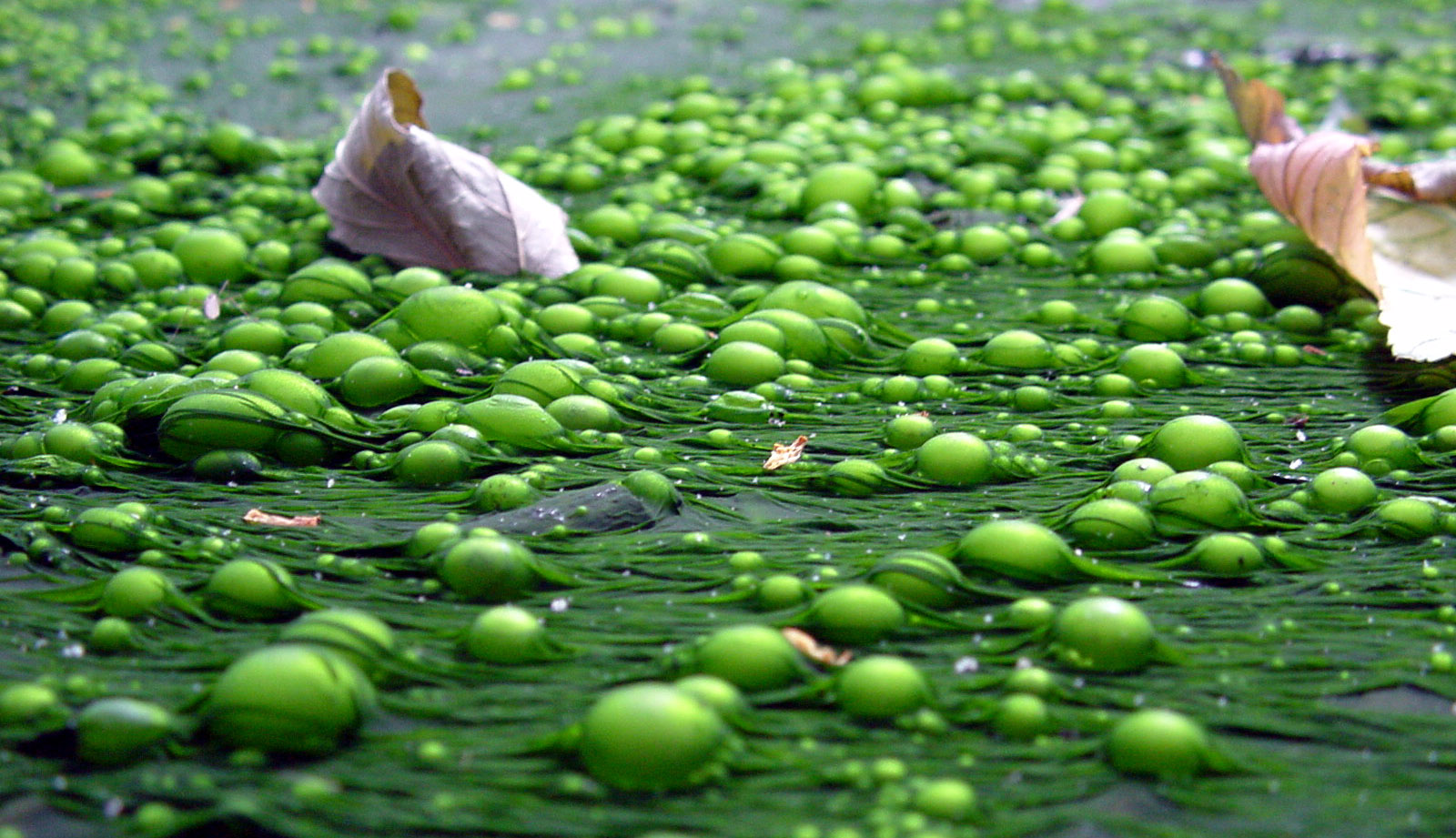
Eutrofiëring van oppervlaktewater kan (blauw)algenbloei of een uitbraak van botulisme veroorzaken.

Met eutrofiëring bedoelt men het proces waarbij er (soms door menselijk handelen) meer nutriënten in een bepaald milieu terechtkomen dan dat daar voorheen waren; het betreft de verhoging van de trofiegraad.
In het Nederlandse milieubeleid is de term vermesting in gebruik om aan te duiden dat natuurlijke milieus voedselrijker worden door overbemesting in de landbouw. 
In de ecologie en de limnologie wordt met eutrofiëring de toevoer van een overmaat aan anorganische voedingsstoffen aangeduid, waardoor een sterke groei en vermeerdering van bepaalde soorten organismen optreedt. Andere soorten komen in de verdrukking waardoor de biodiversiteit sterk afneemt.

## Etymologie
Het woord 'eutrofiëring' is afgeleid van het Oudgriekse εὐτροφία (eutrophia) dat 'goede voeding' betekent. Met het oog op natuur- en waterkwaliteit wordt eutrofiëring echter juist niet als 'goed' gezien.

## Meststoffen
Eutrofiëring kan optreden in bodems, in zout water en zoet water. Het kan veroorzaakt worden door uitspoeling van meststoffen, met name fosfaat en nitraat, afkomstig van mest en kunstmest van de landbouw. Daarnaast leidt stikstofdepositie van ammoniak (afkomstig uit de landbouw) en stikstofoxides (van industrie en verkeer) tot het grotere voedselrijkdom  (ook wel 'vermesting') van de bodem. Het resultaat van eutrofiëring in water is een sterke algenbloei, die het water donker kleurt en een onaangename geur verspreidt. Eutrofiëring kan leiden tot hypoxie, een tekort aan zuurstof in water.
Het uitspoelen van meststoffen kan worden verminderd door bufferstroken aan te leggen tussen waterlopen en landbouwgrond. Door gebieden met onder andere rietkragen in te richten, die als helofytenfilter kunnen fungeren, zullen veel meststoffen aan het milieu onttrokken kunnen worden, en kan de kwaliteit van de betrokken wateren toenemen. Met de aanleg van bufferstroken kunnen hoge kosten gemoeid zijn.

### Achtergrond
Het effect op de bodemvruchtbaarheid van meststoffen is terug te voeren op de chemische eigenschappen van de voornaamste mestcomponenten: stikstof, in de vorm van zowel nitraten als ammoniak (of beter ammoniumverbindingen), fosfor in de vorm van fosfaten, en kalium. 
In een niet bemeste bodem, vooral in zandgronden, zijn deze voor landbouwgewassen essentiële voedingsstoffen onvoldoende aanwezig. Zeker als de bodem voor voedselproductie gebruikt wordt: de planten sterven niet af, er wordt geen organische stof in de bodem gevormd, de gewassen worden immers geoogst.
- Stikstof, noodzakelijk in de synthese van aminozuren, eiwitten, DNA en aanverwante verbindingen, omdat vrijwel alle nitraten en ammoniumzouten goed oplosbaar zijn in water. Deze verbindingen lossen op in regenwater en komen of in het diepe grondwater terecht, of spoelen af richting waterlopen en zee.
- Fosfor, noodzakelijk in de synthese van DNA en aanverwante verbindingen, omdat vrijwel alle fosfaten juist zeer slecht oplosbaar zijn. Fosfaten verplaatsen zich in de natuur vrijwel niet, zeker niet in het tempo waarin de voedingsstoffen geoogst worden.
- Kalium, noodzakelijk omdat het vaak in combinatie met natrium gebruikt wordt, omdat het een relatief zeldzaam element is, zeker in vergelijking met natrium en bovendien zijn kaliumzouten in de regel goed oplosbaar in water zodat uitspoeling, net als bij stikstof, makkelijk optreedt.

In een bodem waar deze componenten weinig voorkomen zullen alleen specialisten die zuinig met de aanwezige voeding omgaan of een eigen synthese hebben (vlinderbloemigen in hun wortels) kunnen overleven. Bij te hoge concentraties dreigt:
- enerzijds vergiftiging. Het opnamesysteem voor de voedingsstof is veel te efficiënt en verzamelt veel te grote hoeveelheden ervan die vervolgens niet op een juiste wijze verwerkt kunnen worden.
- anderzijds overgroeiing door soorten die juist een hogere concentratie voedingsstof nodig hebben om te kunnen kiemen en groeien.

## Riolering
Eutrofiëring kan ook optreden wanneer afvalwater ongezuiverd of onvoldoende gezuiverd wordt geloosd op oppervlaktewater. De oplossing zal dan gevonden moeten worden in reductie van de productie van afvalwater en in afvalwaterzuivering of het verbeteren hiervan.

## Klimaatverandering
Volgens het rapport Kwaliteit voor later uit 2008 van het Planbureau voor de Leefomgeving van de Nederlandse Rijksoverheid neemt het risico van eutrofiëring toe met de klimaatverandering. Een ander gevolg van eutrofiëring is het terugvallen van het gehalte aan thiamine in het zeemilieu (fytoplankton), en dit kan gevolgen hebben in de voedselketen: een thiaminegebrek kan bij zeevogels en zoutwatervissen leiden tot sterk verhoogde sterfte, niet alleen van broedsel, maar ook van volwassen dieren.